# Полювання на людину (фільм, 1933)
«Полювання на людину» (англ. Man Hunt) — американський детектив режисера Ірвінга Каммінгса 1933 року.

## У ролях
- Джуніор Даркін — Вільям «Джуніор» Скотт, молодший
- Шарлотта Генрі — Джозі Вудворд
- Дороті Девенпорт — місіс Скотт
- Артур Вінтон — Джеймс Дж. Вілкі
- Едвард Ле-Сейнт — Генрі Вудворд
- Річард Карле — шериф Баском
- Карл Гросс — Авраам Джонс